# Pierre Brochand
Pierre Brochand (nacido el 4 de julio de 1941 en Cannes) es un ex diplomático francés, más recientemente con el rango de embajador.

## Biografía
Pierre Brochand es hijo de Paul Brochand, contador. Tras incorporarse al servicio diplomático, trabajó inicialmente en la sede de 1968 a 1971. De 1971 a 1973 fue secretario de primera clase de la embajada en Saigón y de 1973 a 1975 fue consejero de la embajada en Saigón. De 1975 a 1979 fue consejero de la embajada en Bangkok. De 1979 a 1982 fue Cónsul General en San Francisco. De 1982 a 1985 trabajó en el Departamento de Asia y el Pacífico y de 1985 a 1989 trabajó en la Sede de las Naciones Unidas. Del 23 de diciembre de 1989 al 5 de agosto de 1993 fue embajador en Budapest. Del 13 de agosto de 1993 al 16 de noviembre de 1995 fue embajador en Tel Aviv. De 1995 a 1998 dirigió el departamento administrativo de la sede central. Del 23 de diciembre de 1998 al 11 de octubre de 2002 fue embajador en Lisboa.
Del 25 de julio de 2002 al 9 de octubre de 2008 dirigió la Dirección General de Seguridad Exterior del servicio de inteligencia exterior francés.
Pierre Brochand es graduado de HEC Paris y ENA.